# Presse des cafés, hôtels et restaurants
Cette famille de presse spécialisée s'adresse aux acteurs de l'hôtellerie, de l'hébergement marchand et de la restauration. Elle est en particulier liée à la bonne santé du tourisme français qu'il s'agisse de loisirs ou de voyages d'affaires.

## En France
| Titre                              | Éditeur                                        | Lectorat                                            | Périodicité   | Création    |
| ---------------------------------- | ---------------------------------------------- | --------------------------------------------------- | ------------- | ----------- |
| Accueillir Magazine                | CKCL Conseil                                   | Les propriétaires de chambres d'hôtes               | Bimestrielle  | 2006        |
| L'Auvergnat de Paris               | Bistrots et Comptoirs                          | Les brasseries et restaurants                       | Hebdomadaire  | 1882 - 2009 |
| La cuisine collective              | La cuisine collective                          | Les professionnels de la restauration collective    | Mensuelle     | 1987        |
| Hôtel et Techniques                | Fascicule                                      | Les hôteliers                                       | Trimestrielle | 1999 - 2009 |
| Hôtellerie Restauration            | Société d'Edition et de Périodiques Techniques | Les professionnels des cafés, hôtels et restaurants | Hebdomadaire  | 1923        |
| Hospitality ON                     | Hospitality ON                                 | Les hôteliers et restaurateurs                      | Bimestrielle  | 2011        |
| L'Officiel des Terrains de Camping | Motor Presse France                            | Les exploitants de terrains de camping              | Mensuelle     | ?           |
| Resto Gratuit Pros                 | Gratuit Pros                                   | Les professionnels de la restauration               | Mensuelle     | 2008        |